# Tagmémica
La tagmémica o tagmemática es una teoría desarrollada por Kenneth Lee Pike en su libro Language in Relation to a Unified Theory of the Structure of Human Behavior en el marco del estructuralismo lingüístico estadounidense. El sistema de análisis de la tagmémica (o tagmemática), tal y como lo presentó Kenneth Lee Pike, se desarrolló para el análisis no sólo de la lengua sino de todo lo relacionado con el comportamiento humano que manifiesta la propiedad de paradigma (ingl., patterning). 

## Tagmémica de la lengua
La tagmémica busca describir regularidades lingüísticas en el contexto sociocultural.

### El tagmema
Kenneth Lee Pike toma como unidad más pequeña de la descripción gramática el tagmema, ya definido por Bloomfield.

### Modos de la lengua
Cada lengua es considerada trimodal, esto es, estructurada en tres modos: fonología, gramática y léxico. Estos tres modos están interrelacionados pero poseen un grado considerable de independencia y deben ser descritos en sus propios términos. La fonología y el léxico no deben ser vistos como meros apéndices de la gramática: la primera especifica simplemente cuáles fonemas se pueden combinar para formar morfemas (o morfos) y el segundo simplemente enlista los morfemas y otras unidades significantes con una descripción de su significado.